# Victor Purcell
Victor Purcell (* 26. Januar 1896; † 2. Januar 1965), Doktor der Philosophie (Ph.D.), war ein britischer Kolonialbeamter und China-Forscher. Während seiner Dienstzeit in Malaysia beschäftigte er sich insbesondere mit der Rolle der dortigen chinesischen Minderheit und veröffentlichte zu dieser Thematik einige bedeutende Grundlagenwerke. Die Post der Weihnachtsinsel widmete ihm 1978 eine Briefmarke.